# FEVER SEASON
《FEVER SEASON》(피버 시즌)은 대한민국의 걸 그룹 여자친구의 일곱 번째 미니 음반이다. 타이틀 곡은 〈열대야 (Fever)〉로, 2019년 7월 1일 카카오M에서 발매되었다.

## 개요
- 전 음반 《Time for us》 이후로 6개월 만에 발매되는 음반이다. 음반명은 데뷔 음반인 《Season of Glass》로부터 착안한 이름으로, 여름의 더위와 여자친구의 열정을 모두 뜻하는 중의적인 의미이다.[1] 熱 버전, 帶 버전, 夜 버전의 세 가지로 발매되었다.
- 타이틀 곡 〈열대야 (Fever)〉는 밤이 되어도 가라앉지 않는 열기를 열대야에 비유한 곡으로, 설레는 사랑에 수줍음을 느끼는 〈오늘부터 우리는 (Me gustas tu)〉, 상대를 애타게 짝사랑하는 〈밤 (Time for the moon night)〉과 〈해야 (Sunrise)〉 등의 화자가 한 층 성장한 모습을 담고 있다.[2][3] 그럼으로써 본 음반은 여자친구가 기존의 소녀 이미지로부터 성장한 모습을 보이고자 하였다.[3]
- 3번 트랙 〈좋은 말 할 때 (Smile)〉는 본 음반 전체와 유기적으로 연결되는 곡이다.[3]
- 6번 트랙 〈기대 (Hope)〉는 여자친구의 두 번째 아시아 투어 “GO GO GFRIEND!”에서 먼저 공개되었던 곡으로, 여자친구의 모든 멤버가 작사에 참여한 팬송이다.[4]
- 7번 트랙 〈FLOWER (Korean Ver.)〉는 2019년 3월 13일 일본에서 발매된 〈FLOWER〉의 한국어 버전이다.

## 발매 과정
2019년 6월 10일 새 미니 음반의 발매 소식이 발표되었고, 이와 함께 음반의 이름이 확정되었다. 6월 17일 본 음반을 위한 새로운 로고 두 종류가 공개되었다. 하나는 ‘여자친구’를 분홍색 네온사인으로 나타낸 로고이고, 다른 하나는 그룹 이름의 영문명인 ‘GFRIEND’의 첫 글자 ‘G’를 파란색 네온사인으로 나타낸 로고이다. 6월 19일 모두 여덟 곡이 포함된 트랙리스트가 공개되었다. 트랙리스트 사진의 배경으로는 야자수와 주유기가 등장하고 있다. 다음 날인 6월 20일부터 음반의 예약 판매가 시작되었다.
熱 버전의 개인 및 단체 콘셉트 사진과 무빙 티저는 6월 18일에 모두 공개되었다. 사막을 배경으로 은하는 흰색 계통의 옷을, 신비는 파란 네온사인 계열 색깔의 옷을 입었으며, 나머지 멤버는 모두 검은 옷을 입은 모습이다. 帶 버전은 6월 21일에 개인 콘셉트 사진이, 다음날인 6월 22일에 단체 콘셉트 사진과 무빙 티저가 공개되었다. 멤버들은 야자수와 단층 건물을 배경으로 하얀 벤치에 앉아 정면을 응시하고 있다. 이후 6월 23일부터 28일까지 엿새에 걸쳐 예린, 신비, 소원, 엄지, 유주, 은하 순으로 개인별 영상이 공개되었다. 夜 버전의 콘셉트 사진은 6월 30일 게시된 하이라이트 메들리 영상을 통하여 간접적으로 공개되었다.
타이틀 곡 〈열대야 (Fever)〉의 뮤직 비디오는 6월 13일부터 14일까지 이틀 동안 경기도에서 촬영되었다. 뮤직 비디오의 티저 영상은 6월 20일과 29일에 두 차례 공개되었다. 이후 음반 발매를 하루 앞둔 6월 30일, 타이틀 곡을 포함한 전곡의 하이라이트 메들리가 게시되었다.

## 수록곡
| #            | 제목                       | 작사                                       | 작곡                                                                        | 재생 시간 |
| ------------ | -------------------------- | ------------------------------------------ | --------------------------------------------------------------------------- | --------- |
| 1.           | 〈열대야 (Fever)〉         | 이기(오레오), 씨노(오레오), 웅킴(오레오)   | 이기(오레오), 씨노(오레오), 웅킴(오레오) (편곡: 씨노(오레오), 웅킴(오레오)) | 3:34      |
| 2.           | 〈Mr. Blue〉               | 13                                         | 13 (편곡: 13)                                                               | 3:17      |
| 3.           | 〈좋은 말 할 때 (Smile)〉  | 노주환                                     | 노주환, 이원종 (편곡: 노주환, 이원종)                                       | 3:15      |
| 4.           | 〈바라 (Wish)〉            | Mospick                                    | Mospick (편곡: Mospick)                                                     | 3:16      |
| 5.           | 〈Paradise〉               | 이스란                                     | 정호현(e.one) (편곡: 정호현(e.one))                                         | 3:14      |
| 6.           | 〈기대 (Hope)〉            | 소원, 예린, 은하, 유주, 신비, 엄지, 이원종 | 이원종 (편곡: 이원종)                                                       | 3:28      |
| 7.           | 〈FLOWER〉 (Korean Ver.)   | 13                                         | 13 (편곡: 13)                                                               | 3:37      |
| 8.           | 〈열대야 (Fever)〉 (Inst.) |                                            | 이기(오레오), 씨노(오레오), 웅킴(오레오) (편곡: 씨노(오레오), 웅킴(오레오)) | 3:33      |
| 총 재생 시간 | 총 재생 시간               | 총 재생 시간                               | 총 재생 시간                                                                | 21:14     |

## 차트
| 차트 (2019)                 | 최고 순위 |
| --------------------------- | --------- |
| 대한민국 (가온 차트 ‘주간’) | 1         |
| 대한민국 (가온 차트 ‘월간’) | 8         |

## 수상

### 음악 방송
| 프로그램                 | 날짜            |
| ------------------------ | --------------- |
| SBS MTV 《더 쇼 시즌 5》 | 2019년 7월 9일  |
| MBC MUSIC 《쇼 챔피언》  | 2019년 7월 10일 |
| Mnet 《엠카운트다운》    | 2019년 7월 11일 |
| KBS2 《뮤직뱅크》        | 2019년 7월 12일 |
| MBC 《쇼! 음악중심》     | 2019년 7월 13일 |
| SBS 《인기가요》         | 2019년 7월 14일 |